# Patrik Berger
Patrik Berger (n. 10 noiembrie 1973, Praga, Cehoslovacia) este un fotbalist ceh retras din activitate care a jucat pe postul de mijlocaș.
Și-a început cariera în țara sa cu Slavia Prague și a petrecut un sezon în Germania, jucând pentru Borussia Dortmund. S-a mutat în Anglia în 1996, unde a jucat timp de șapte ani pentru Liverpool cu care a câștigat șase trofee. În Anglia a mai jucat la Portsmouth, Aston Villa și Stoke City. A petrecut ultimii doi ani din carieră în Cehia, jucând pentru Sparta Praga.
Pe plan internațional, Berger a jucat în două turnee importante pentru Cehia. El a jucat un rol important în campania naționalei sale la Campionatul European de Fotbal din 1996, marcând în finală, însă Cehia a fost învinsă în cele din urmă de Germania. El a făcut o pauză de 17 luni de la echipa națională în perioada 1997-1998 după o dispută cu antrenorul Dušan Uhrin, revenind în echipă după plecarea lui Uhrin. Cel de-al doilea și ultimul său turneu major a fost Euro 2000, dar datorită suspendării și a ieșirii premature a țării sale din competiție, el a jucat doar un meci. S-a retras din echipa națională în 2002, la vârsta de 28 de ani, cu un total de 44 de selecții și 18 goluri.
Capabil de a ocupa orice poziție la mijlocul terenului precum și în atac, Berger a devenit cunoscut pentru șuturile sale puternice, sprintările si piciorul stâng puternic. Berger a fost afectat de accidentări pe tot parcursul carierei și a primit tratament specializat în Statele Unite. S-a retras pe 6 ianuarie 2010 din cauza accidentărilor la genunchi.

## Viața personală
Berger s-a născut la Praga, Cehoslovacia. Unchiul său este fostul fotbalist ceh Jan Berger. Este căsătorit cu Jaroslava și are doi copii, fiul Patrik și fiica Valentýnka. A obținut un pașaport britanic în 2001, după ce a petrecut cinci ani jucând fotbal la mai multe cluburi din Anglia. Acest lucru i-a permis să se joace fără a avea nevoie de un permis de muncă pe care el trebuia să-l solicite în trecut, datorită regulilor Premier League privind jucătorii din afara UE.

## Cariera pe echipe

### Primii ani
El și-a început cariera de fotbalist la Sparta Praga în 1989, semnând un contract pe doi ani cu rivala Slavia Praga. Stabilindu-se ca titular, Berger a jucat în competițiile europene și a fost chemat la echipa națională a Cehoslovaciei și, după destrămarea acestei țări, a Cehiei.

### Borussia Dortmund
După 90 de meciuri în campionat și 24 de goluri, Berger a fost cumpărat de Borussia Dortmund, antrenată pe atunci de Ottmar Hitzfeld în 1995 pentru suma de 500.000 de lire sterline. În august 1995 a jucat în DFL-Supercup, în care Dortmund a învins-o pe Borussia Mönchengladbach pentru a câștiga titlul. În timp ce Dortmund a câștigat titlul în Bundesliga în sezonul 1995-1996, Berger a fost folosit frecvent utilizat ca rezervă, intrând de pe bancă în 12 din cele 25 de meciuri pe care le-a jucat în acel sezon Hitzfeld a preferat să-l folosească pe Berger ca mijlocaș defensiv, considerându-l mai potrivit pentru acest rol.
Interesul lui Liverpool pentru Berger a fost stimulat de performanțele Cehiei reușite în timpul Campionatului European din 1996, organizat în Anglia, unde a marcat dintr-un penalty în finală. Clubul de pe Anfield le-a făcut o ofertă atât lui Berger, cât și lui Karel Poborský, care a decis să se transfere la Manchester United după încheierea sezonului. Berger a acceptat oferta lui Liverpool, care l-a transferat în august 1996 pentru 3,15 de milioane de lire sterline.

### Liverpool
Berger și familia sa s-au stabilit în Southport, Merseyside, unde locuiau lângă jucători retrași din activitate precum Kenny Dalglish și Alan Hansen. Debutând ca rezervă într-o victorie acasă cu 2-1 împotriva Southampton, la 7 septembrie 1996, Berger a jucat bine în prima sa lună la club, primind aprecieri din partea suporterilor și a coechipierilor. În cel de-al doilea meci, l-a înlocuit pe Stan Collymore la pauză, după care a înscris două goluri într-o victorie cu 3-0 împotriva lui Leicester City. A mai marcat o dublă împotriva lui Chelsea în victoria cu 5-1 de pe Anfield, după care a înscris al cincilea gol în patru meciuri într-un meci de Cupa Cupelor cu MYPA. Pentru această serie de goluri, Berger a primit în octombrie 1996 premiul Federației Engleze de Fotbal pentru cel mai bun jucător al lunii pentru luna septembrie.
În al doilea sezon, Berger a primit mai puține șanse de joc. În ciuda unui hat-trick marcat împotriva lui Chelsea în octombrie 1997, el a intrat adesea din postura de rezervă. Nemulțumirea pe care și-a exprimat-o față de Roy Evans i-a pus cariera de la Liverpool în pericol. Evans a criticat indiferența lui Berger față de munca în echipă și și-a exprimat public disponibilitatea de a vinde după ce a refuzat să fie folosit ca intre pe teren împotriva lui Bolton Wanderers în martie 1998. Berger a fost dorit în mai 1998 de clubul italian AS Roma, al cărei antrenor era cehul Zdeněk Zeman, dar și de către echipa portugheză Benfica. Numirea lui Gérard Houllier în funcția de co-antrenor înainte de sezonul 1998-1999 și plecarea a lui Evans s-au dovedit a fi niște factori esențial în decizia lui Berger de a rămâne la club.
Jucând constant în primul sezon sub conducerea lui Houllier, Berger a marcat nouă goluri și a devenit un jucător mai bun. O accidentare suferită într-o înfrângere scor 4-3 cu Leeds United în noiembrie 2000 a făcut ca Berger să lipsească pentru o mare parte din sezonul 2000-2001 și a necesitat o intervenție chirurgicală în Statele Unite făcută de chirurgul de genunchi Richard Steadman. Până în martie 2001, Berger s-a recuperat și a participat la finala Cupei UEFA și Cupei Angliei, câștigându-le pe amândouă cu Liverpool. În finala Cupei Angliei din 2001 el i-a dat o pasă de gol lui Michael Owen pentru a marca golul decisiv împotriva lui Arsenal.
A jucat în FA Charity Shield din 2001, intrând pe teren din postura de rezervă, cu Liverpool câștigând și acest trofeu. Apoi a suferit o nouă intervenție chirurgicală la genunchi în august 2001, care l-a scos din calcule pentru Supercupa Europei din 2001.
Accidentările repetate suferite între 2001 și 2003 au continuat să perturbe cariera lui Berger și să-l priveze de o prezență constantă ca titular în prima echipă, luând în cele din urmă decizia de a o părăsi pe Liverpool după expirarea contractului său la sfârșitul sezonului 2002-2003. Berger a fost rezervă în ultimul sezon pentru Liverpool, jucând în doar patru meciuri. El a părăsit-o pe Liverpool, după ce a marcat 35 goluri în șapte sezoane.

### Portsmouth
Berger a fost dorit de Harry Redknapp, care era antrenorul lui Portsmouth, pe atunci nou-promovată în Premier League, fotbalistul semnând cu această echipă din postura de jucător liber de contract. Redknapp a spus despre transfer că: „Patrick's [sic] este un jucător de calitate, gratis - și tipul de jucător care va contribui cu experiența sa la Portsmouth. Am avut un pic de concurență în a-l aduce, dar, după ce a cântărit mai multe oferte, a ales echipa noastră, și este foarte fericit să ni se alăture.” Berger a jucat primul meci pentru Portsmouth în prima etapă împotriva lui Aston Villa; a marcat cel de-al doilea gol al clubului. Berger a marcat golul victoriei lui Portsmouth din meciul cu fostul său club Liverpool în octombrie 2003. O lună mai târziu, el a dat o pasă de gol pentru primul și al patrulea gol al lui Portsmouth și l-a marcat pe al cincilea în  victoria cu 6-1 a lui Portsmouth împotriva lui Leeds United. În Boxing Day 2003, Berger a ajutat-o pe Portsmouth să obțină o victorie, scor 2-0 împotriva lui Tottenham Hotspur, marcând ambele goluri ale meciului din lovituri libere, primul de la 32 de metri. Berger a suferit încă o operație la genunchi în februarie 2004, forțându-l să rateze tot restul sezonului.
Berger a început sezonul 2004-2005 în forță, marcând un gol în august care a participat la premiul Cel mai frumos gol al sezonului împotriva lui Charlton Athletic. Al doilea gol al sezonului a venit într-o victorie cu 3-1 cu Crystal Palace, dintr-un șut de la 23 de metri. În octombrie 2004 a marcat ultimul gol în campionat pentru Portsmouth într-o remiză scor 2-2 cu Norwich, marcând dintr-o lovitură liberă de la 25 de metri.
Clubul a încheiat un sezon dificil, câștigând doar o singură dată în 12 meciuri, ceea ce a determinat numirea lui Alain Perrin ca nou antrenor al Portsmouth. Berger a fost, alături de Steve Stone și Shaka Hislop, unul dintre jucătorii a căror contracte urmau să expire în vară. Portsmouth a reușit să evite retrogradarea până la sfârșitul sezonului, după ce a pierdut cu 2-0 în deplasare cu Manchester City, pe 30 aprilie. În ciuda faptului că Portsmouth a rămas în Premier League, Berger a semnat cu echipa Aston Villa pe o perioadă de doi ani, menționând că a semnat cu Villa deoarece acolo antrena David O'Leary.

### Aston Villa și Stoke City (împrumut)

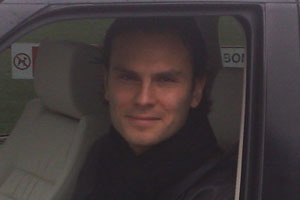
Berger în 2007

Berger a fost măcinat de accidentări la începutul sezonului la Villa, jucând puține meciuri în campionat. În prima parte a celui de-al doilea sezon, el a jucat doar două meciuri sub comanda antrenorului Martin O'Neill. În noiembrie 2006, el a fost trimis la echipa Stoke City din Championship sub formă de împrumut până pe 4 ianuarie 2007 după ce a fost amendat cu salariul pe două săptămâni pentru că a refuzat să joace într-un meci al echipei de rezerve. În timpul petrecut la Stoke, el a început ca titular în doar un meci și a intrat pe teren din postura de rezervă în șase din ele. După ce s-a întors de la Stoke, O'Neill a apreciat condiția fizică bună pe care o avea Berger, iar pe 7 aprilie 2007 l-a folosit în primul meci jucat de el pentru Villa din octombrie 2005. În acest meci a marcat un gol într-o victorie cu 2-1 împotriva lui Blackburn Rovers. Berger a marcat din nou pe 5 mai 2007 în penultimul meci al sezonului împotriva lui Sheffield United. La 28 mai 2007, Berger a fost de acord să semneze prelungirea contractului cu Aston Villa pentru încă un an.
Berger a fost accidentat înaintea sezonului de Premier League 2007-2008, fiind indisponibil până în octombrie 2007. Accidentarea a recidivat, făcându-l să lipsească pentru o perioadă mai lungă de timp. La 6 mai 2008, lui Berger i s-a transmis că a jucat ultimul meci pentru Aston Villa după ce l-a rugat insistent pe căpitanul Gareth Barry să semneze cu Liverpool. Acest lucru a venit la doar câteva zile după ce antrenorul Martin O'Neill a afirmat ca a fost „disperat” să-l păstreze pe Barry în ciuda interesului arătat de rivalele din Premier League, Chelsea și Liverpool. La sfârșitul contractului, lui Berger nu i s-a mai propus prelungirea contractului, după ce a jucat în doar 29 de meciuri de campionat în trei sezoane.

### Întoarcerea la Sparta Praga
La 29 mai 2008, Berger s-a întors la Praga în calitate de jucător liber de contract, semnat un acord pe doi ani cu clubul la care a jucat în tinerețe, Sparta Praga, devenind de asemenea căpitan al clubului pentru sezonul 2008-2009. În noiembrie 2008, Berger a marcat un hat-trick împotriva lui SK Kladno într-o victorie cu 5-0. Sparta a terminat sezonul pe locul al doilea, asigurându-și astfel un loc în calificările pentru Liga Campionilor în sezonul următor. Berger a fost golgheterul echipei cu șase goluri.
În sezonul 2009-2010, Berger a jucat doar două meciuri de campionat înainte de a fi supus unei intervenții chirurgicale la genunchi. La 6 ianuarie 2010, el și-a anunțat retragerea după ce nu a reușit să se recupereze după o ruptură de ligamente.

### Cariera de fotbalist amator
Berger a continuat să joace fotbal la amatori în august 2010 pentru clubul ceh Dolni Chabry din liga a șasea. La vârsta de 40 de ani încă mai juca pentru echipă.

## La națională
Berger a jucat pentru Cehoslovacia la categoriile de vârstă de sub 16 ani, sub 17 ani și sub 18 ani între 1988 și 1991. Pentru aceste echipe de tineret a marcat în total șase goluri în 49 de meciuri. În acest timp a câștigat Campionatul European sub 16 ani al UEFA din 1990, cu echipa Cehoslovaciei sub 16 ani, înscriind în finala împotriva Iugoslaviei.
Berger și-a făcut debutul la națională pe 23 martie 1993 într-un meci de calificare la Campionatul Mondial  pentru Cehoslovacia împotriva Ciprului, care s-a încheiat cu scorul de 1-1. În octombrie 1995 a marcat al doilea gol într-un meci de calificare la Euro 1996 împotriva Belarusului, pe care cehii l-au câștigat cu 2-0. În primele 12 meciuri la națională, Berger a marcat opt goluri.
Berger a făcut parte din echipa cehă care a participat la Euro 1996, fiind singurul jucător din echipă cu potențialul de a deveni „o vedetă internațională”. În ciuda acestui fapt, Martin Frýdek a fost preferat în locul lui Berger la începutul meciului pentru primul meci împotriva Germaniei. Berger a continuat să joace în toate meciurile echipei naționale din turneu, reușind să marcheze în finală din penalty reușind să-și aducă echipa în avantaj în fața Germaniei. Cehia a pierdut în cele din urmă din cauza regulii golului de aur în prelungiri.
Între 1997 și 1998, Berger a boicotat echipa națională a Cehiei din cauza unui conflict cu antrenorul principal Dušan Uhrin. El a revenit la națională după o absență de 17 luni după numirea lui Jozef Chovanec ca înlocuitor al lui Uhrin. În primul meci de la revenire a înscris două goluri din lovitură liberă într-un meci de calificare împotriva Estoniei.
Următorul mare turneu internațional la care Berger a participat a fost Euro 2000. După ce a fost suspendat pentru primele două meciuri ale națiunii sale, după ce a fost eliminat într-un meci de calificare împotriva Insulelor Feroe, Berger a jucat un singur meci. Berger și-a anunțat retragerea de la națională în martie 2002 la vârsta de 28 de ani. A jucat în 44 de meciuri pentru echipele naționale, dintre care 42 pentru Cehia și 2 pentru Cehoslovacia. A marcat 18 goluri, toate pentru Cehia.

## Stil de joc
Berger a jucat în principal ca mijlocaș ofensiv, dar și ca extremă. El a devenit cunoscut pentru șuturile sale puternice, sprinturi și un stâng puternic. Coechipierul de la Liverpool, Steven Gerrard, a declarat că Berger a fost „cel mai bun atacant de picior stâng pe care l-am văzut”.

### Texte citate
- Jeřábek, Luboš (2007). Český a československý fotbal – lexikon osobností a klubů (în Czech). Prague: Grada Publishing. ISBN 978-80-247-1656-5.
- Matthews, Tony (2006). Who's Who of Liverpool. Edinburgh: Mainstream Publishing. ISBN 1-84596-140-4.